# 1972
1972 (MCMLXXII) a fost un an bisect al calendarului gregorian care a început într-o zi de sâmbătă.

## Evenimente

### Ianuarie
- 2 ianuarie: Mobutu Sese Seko, președintele Zairului, anunță noua sa campanie, „Authenticité", de a elimina toate urmele trecutului colonial belgian în favoarea numelor, obiceiurilor și hainelor „africanizate". Schimbându-și propriul nume din Joseph-Desire Mobutu, președintele cere cetățenilor cu nume care au sonoritate europeană să le schimbe cu altele cu rezonanță africană.[1]
- 9 ianuarie: RMS Queen Elizabeth, cel mai mare vas de linie de croazieră în momentul lansării sale din 1938, a fost distrus de un incendiu în portul Hong Kong.
- 14 ianuarie: De la balconul Palatului Christiansborg din Copenhaga, prim-ministrul Jens Otto Krag proclamă de trei ori „Regele Frederik al IX-lea a murit! Trăiască Majestatea Sa Regina Margareta a II-a!" Cu aceasta, Margareta devine a doua regină a Danemarcei, cu același nume ca și strămoașa sa, care a domnit din 1353 până în 1412.
- 19 ianuarie: Imnul Europei, bazat pe finalul Simfoniei a IX-a de Beethoven (Oda Bucuriei), a fost adoptat de Consiliul Europei la Strasbourg, și a devenit imnul pentru Uniunea Europeană creată în 1993.
- 24 ianuarie: În apropiere de Guam, a fost descoperit soldatul japonez Shoichi Yokoi, care a petrecut 28 de ani în junglă, crezând că Al Doilea Război Mondial e încă în desfășurare.

### Februarie
- 3 februarie: Ceremonia de deschidere a Jocuriler Olimpice de iarnă de la Sapporo, Japonia.
- 4 februarie: Mariner 9 trimite fotografii de pe Marte.
- 21-28 februarie: Președintele Statelor Unite, Richard Nixon, face o vizită fără precedent de 8 zile în China unde îl întâlnește pe Mao Zedong.

### Martie
- 26 martie: Pe muntele Fuji 19 alpiniști mor într-o avalanșă.

### Aprilie
- 5 aprilie: În timpul vizitei din Egipt, Nicolae Ceaușescu se întâlnește prima dată cu Yasser Arafat, care se afla la Cairo.
- 10 aprilie: Un cutremur de 7 grade pe scara Richter omoară 1/5 din populația iraniană a provinciei Fars.
- 16 aprilie: A fost lansată naveta spațială Apollo 16, care a aselenizat la 20 aprilie. Este a cincea aterizare pe Lună (după Apollo 11, Apollo 12, Apollo 14 și Apollo 15).

### Mai
- 8 mai: A fost inaugurat Muzeul Național de Istorie a României.
- 16 mai: A fost inaugurat Sistemul hidroenergetic Porțile de Fier I, cu o putere de 1050 MW, în partea românească și tot atât în partea iugoslavă; lucrările sistemului au început în septembrie 1964. Insula Ada Kaleh este una din principalele victime ale construcției barajului.

### Iunie
- 18 iunie: RFG învinge Uniunea Sovietică cu 3-0 și câștigă Euro '72.
- 25 iunie: Juan Peron este ales președinte al Argentinei.

### August
- 26 august: Ediția a XX-a a Jocurilor Olimpice de Vară, Munchen, Germania; România a obținut 16 medalii (3 aur, 6 argint, 7 bronz).

### Septembrie
- 5 septembrie: Opt teroriști arabi, reprezentând grupul militant „Septembrie Negru", au pătruns în Satul Olimpic, au ucis 2 membri ai delegației Israelului și i-au luat ostateci pe alți 9. În timpul operațiunii de salvare au murit ostaticii, 5 teroriști și un polițist.

### Decembrie
- 7 decembrie: Începe ultima misiune lunară a lui „Apollo 17".
- 18-29 decembrie: Operațiunea Linebacker II. Bombardamente ale SUA în Vietnam, soldate cu 1.400 morți.
- 21 decembrie: Germania de Est și Germania de Vest se recunosc reciproc.
- 23 decembrie: Cutremur de 6,2 pe scara Richter în Managua, capitala statului Nicaragua. Au decedat 12.000 de persoane. Mai târziu, președintele Somoza a fost acuzat că a deturnat milione de dolari din ajutoarele externe.

### Nedatate
- 1972-1979: SALT II (Strategic Arms Limitation Talks, Tratative privind limitarea armelor strategice). Ulterior a fost denumite START. A doua rundă de negocieri purtate între Statele Unite și Uniunea Sovietică, având ca subiect reducerea producției de rachete nucleare strategice. A fost semnat de Jimmy Carter și Leonid Brejnev.
- Tigri Tamili. Organizație de gherilă care urmărea formarea unui stat independent pe teritoriul statului Sri Lanka. A fost desființată în 2009.

## Arte, științe, literatură și filozofie
- 12 mai: Rolling Stones lansează Exile On Main Street, considerat cel mai bun album al lor.
- Gellu Naum publică Tatăl meu obosit, poeme.
- Marin Preda publică romanele Marele singuratic și Imposibila întoarcere.
- România este gazda celei de a VI-a Olimpiadă internațională de fizică, la care au participat 9 țări.

## Nașteri

### Ianuarie

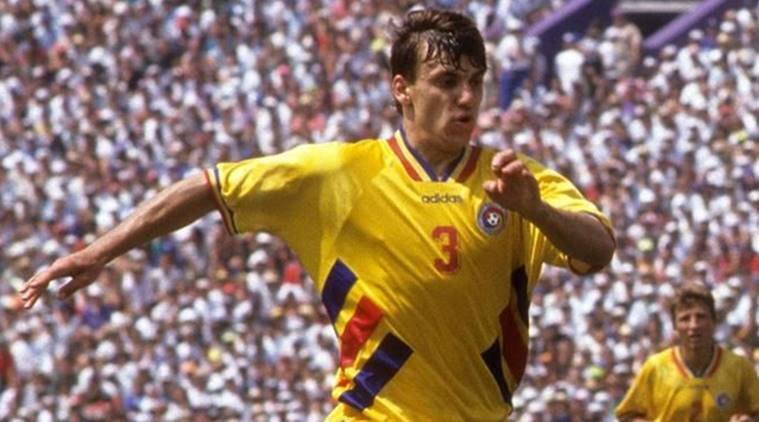
Daniel Prodan, fotbalist român
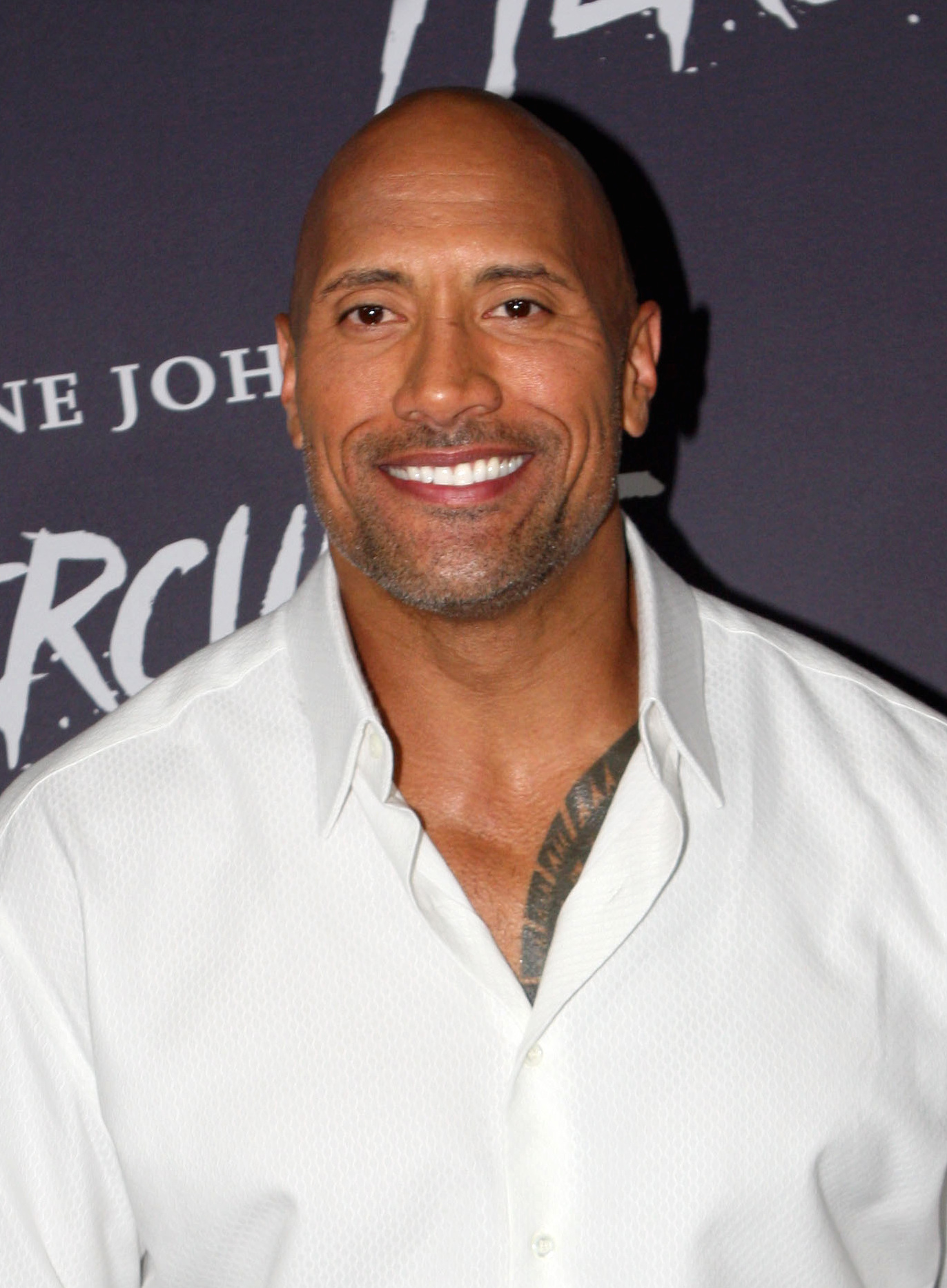
Dwayne Johnson, actor și fost wrestler american
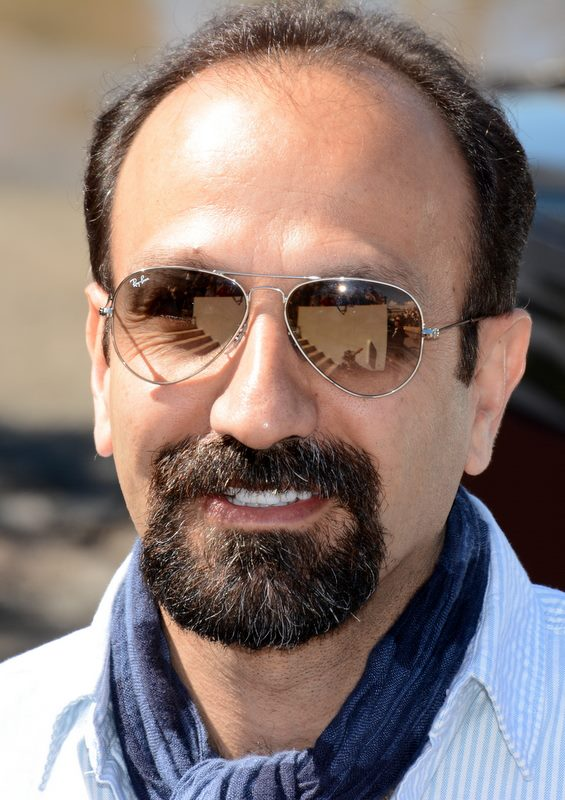
Asghar Farhadi, regizor, scenarist și producător iranian
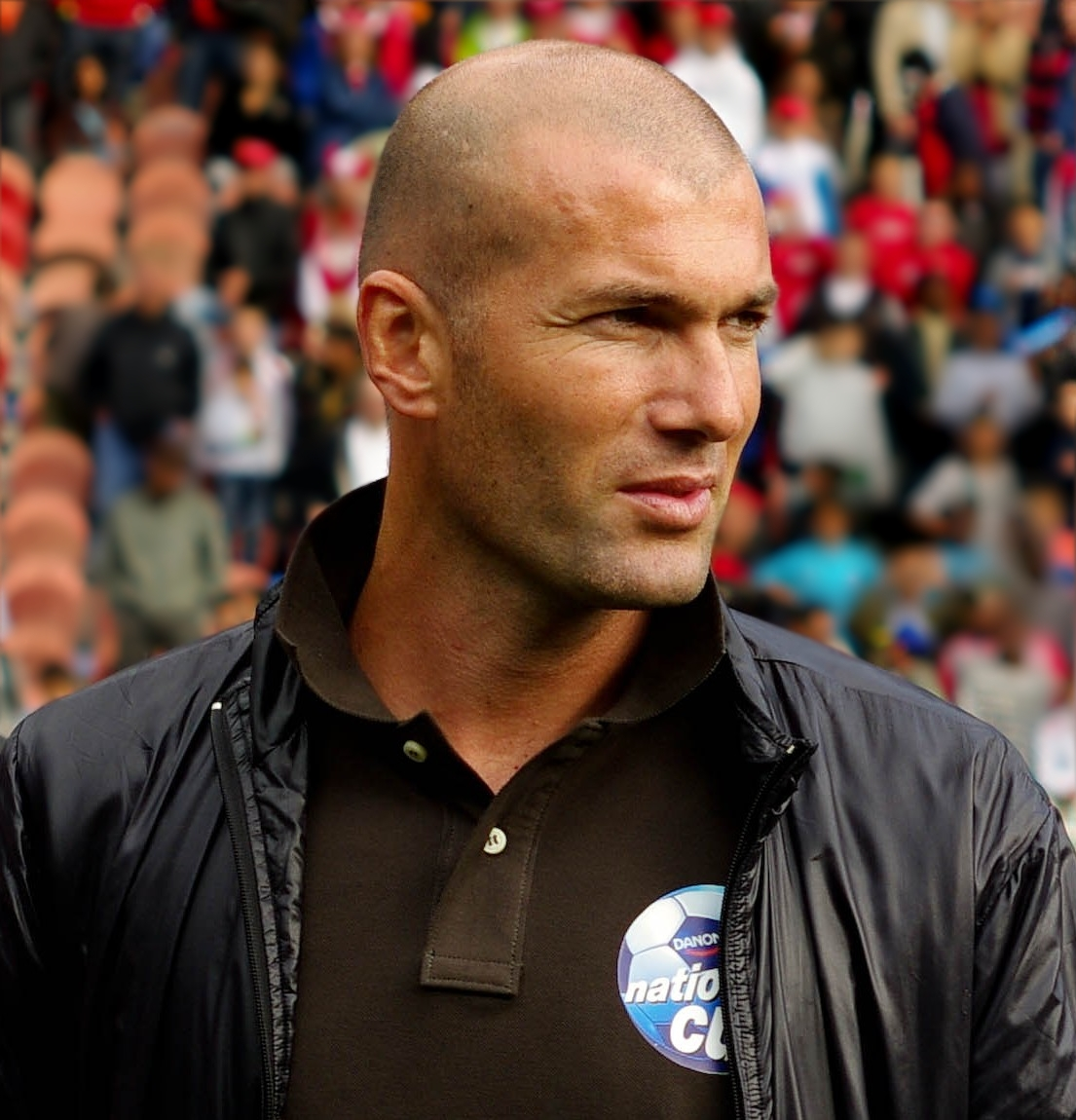
Zinedine Zidane, fotbalist și antrenor francez

- 1 ianuarie: Lilian Thuram (Ruddy Lilian Thuram-Ulien), fotbalist francez
- 2 ianuarie: Alexandru Mazăre, politician român
- 3 ianuarie: Ghervazen Longher, politician român
- 8 ianuarie: Giuseppe Favalli, fotbalist italian
- 11 ianuarie: Mathias Énard, scriitor francez
- 11 ianuarie: Konstantin Habenski, actor rus
- 11 ianuarie: Amanda Peet, actriță americană
- 13 ianuarie: Cătălin Mitulescu, regizor de film, român
- 13 ianuarie: Toni Tecuceanu (n. Aurelian-Antonio Tecuceanu), actor român (d. 2010)
- 14 ianuarie: Norbert Niță, fotbalist român
- 19 ianuarie: Siarhei Mihalok, cântăreț belarus
- 20 ianuarie: Nikki Haley, politiciană americană
- 21 ianuarie: Joana Benedek (Joana Benedek Godeanu), actriță mexicană de etnie română
- 21 ianuarie: Catherine Siachoque, actriță columbiană
- 24 ianuarie: Corina Dănilă, actriță română
- 25 ianuarie: Chantal Andere, actriță mexicană
- 25 ianuarie: Sînziana Popescu, scriitoare română
- 29 ianuarie: Pavel Liška, actor ceh
- 30 ianuarie: Ovidiu Popa, actor român

### Februarie
- 3 februarie: Jesper Kyd, compozitor danez
- 3 februarie: Mart Poom, fotbalist estonian (portar)
- 4 februarie: Vasile Sansiro Ciocoi, fotbalist român
- 6 februarie: Andrei Boncea, producător român de film
- 6 februarie: Gheorghe Roman, politician român
- 7 februarie: Sabri Gürses, scriitor turc
- 7 februarie: Amon Tobin, muzician brazilian
- 9 februarie: Ioan-Cristian Chirteș, politician român
- 11 februarie: Craig Jones, muzician american
- 11 februarie: Lisa Martinek (n. Lisa Wittich), actriță germană (d. 2019)
- 11 februarie: Steve McManaman, fotbalist britanic
- 17 februarie: Billie Joe Armstrong, muzician american
- 17 februarie: Taylor Hawkins, cântăreț, muzician și baterist rock american (d. 2022)
- 17 februarie: Ovidiu-Ioan Sitterli, politician român
- 25 februarie: Anneke Kim Sarnau, actriță germană
- 25 februarie: Viorel Talapan, canotor român
- 27 februarie: Bogdan Vintilă (Bogdan Argeș Vintilă), fotbalist român (portar)
- 28 februarie: Ion Chicu, economist, prim-ministru al Republicii Moldova (2019-2020)
- 28 februarie: Dorin Dobrincu, istoric român
- 29 februarie: Sylvie Lubamba, fotomodel și actriță italiană
- 29 februarie: Pedro Sánchez (Pedro Sánchez Pérez-Castejón), politician spaniol, prim-ministru (din 2018)

### Martie
- 2 martie: Mihnea Cosmin Costoiu, politician român
- 2 martie: Mauricio Pochettino (Mauricio Roberto Pochettino Trossero), fotbalist argentinian
- 3 martie: William Gabriel Brânză, politician român
- 3 martie: Alexandru Deaconu, fotbalist și arbitru român
- 4 martie: Nocturno Culto (n. Ted Skjellum), muzician norvegian
- 4 martie: Veaceslav Negruța, economist din R. Moldova
- 5 martie: Petre Guran, istoric român
- 6 martie: Shaquille O'Neal, baschetbalist american
- 7 martie: Vladislav Gavriliuc, fotbalist din R. Moldova (atacant)
- 8 martie: Stanislav Barețki, poet rus
- 8 martie: Costel Gâlcă (Constantin Gâlcă), fotbalist și antrenor român
- 8 martie: Kalinikos Kreanga, jucător grec de tenis de masă
- 8 martie: Fergal O’Brien, jucător de snooker irlandez
- 10 martie: Timbaland (Timothy Zachery Mosley), muzician american
- 10 martie: Mark Waschke, actor german
- 11 martie: Sorin Dorel Colceag, fotbalist român (portar)
- 11 martie: Bogusław Rogalski, politician polonez
- 14 martie: Bogdan Cantaragiu, politician român
- 17 martie: Mia Hamm (Mariel Margaret Hamm), fotbalistă americană (atacant)
- 18 martie: Dumitru Cobzaru, arhimadrit român
- 19 martie: Csaba Pindroch, actor maghiar
- 20 martie: Dorin Damir, judoka din R. Moldova
- 20 martie: Emily Giffin, scriitoare americană
- 21 martie: Piotr Adamczyk, actor polonez
- 22 martie: Dănuț Moisescu, fotbalist român
- 23 martie: Daniel Prodan (Daniel Claudiu Prodan), fotbalist român (d. 2016)
- 25 martie: Naftali Bennett, politician israelian
- 27 martie: Simona Richter, judoka română
- 28 martie: Michał Kamiński, politician polonez
- 29 martie: Hera Björk, cântăreață islandeză
- 29 martie: Rui Costa (Rui Manuel César Costa), fotbalist portughez
- 29 martie: Robert Sorin Negoiță, politician și om de afaceri român
- 30 martie: Karel Poborský, fotbalist ceh (atacant)

### Aprilie
- 1 aprilie: Florin Cîțu (Florin Vasile Cîțu), politician și economist român, prim-ministru al României (2020-2021)
- 2 aprilie: Masahiro Ando, fotbalist japonez
- 3 aprilie: Lola Pagnani (n. Anna Lola Pagnani Stravos), actriță italiană
- 8 aprilie: Piotr Świerczewski (Piotr Jarosław Świerczewski), fotbalist polonez
- 12 aprilie: Oxana Domenti, economistă din R. Moldova
- 12 aprilie: Cătălin Lucian Matei, politician român
- 13 aprilie: Gurban Gurbanov, fotbalist (atacant) și antrenor azer
- 14 aprilie: Adam Duce, muzician american (Machine Head)
- 15 aprilie: Arturo Gatti, pugilist canadian (d. 2009)
- 17 aprilie: Jennifer Garner, actriță americană
- 19 aprilie: Irene Nelson, cântăreață rusă
- 19 aprilie: Rivaldo (Rivaldo Vítor Borba Ferreira), fotbalist brazilian
- 19 aprilie: Jennifer Bini Taylor, actriță americană
- 20 aprilie: Željko Joksimović, cântăreț sârb
- 21 aprilie: Ruby, actriță porno americană
- 21 aprilie: Severina Vučković, cântăreață croată
- 23 aprilie: Monalisa Basarab, actriță română
- 24 aprilie: Sebastian Grapă, politician român
- 25 aprilie: Ahn Jae Hwan, actor sud-coreean (d. 2008)
- 28 aprilie: Koji Kondo, fotbalist japonez (d. 2003)
- 29 aprilie: Takahiro Yamada, fotbalist japonez
- 30 aprilie: Hiroaki Morishima, fotbalist japonez

### Mai
- 1 mai: Angela Alupei, canotoare română
- 1 mai: Marius-Constantin Budăi, politician român
- 2 mai: Teruo Iwamoto, fotbalist japonez
- 2 mai: Dwayne Johnson (Dwayne Douglas Johnson), wrestler și actor american de film
- 3 mai: Reza Aslan, scriitor iranian
- 3 mai: Karine Tuil, scriitoare franceză
- 5 mai: Nikolai Mladenov, politician bulgar
- 7 mai: Asghar Farhadi, regizor, scenarist și producător iranian
- 10 mai: Cary Guffey, copil-actor american
- 12 mai: Iulian Dumitrescu, politician român
- 13 mai: Iurie Muntean, politician din R. Moldova
- 15 mai: Liliana Lazăr, scriitoare română
- 15 mai: Ulrike C. Tscharre (Ulrike Claudia Tscharre), actriță germană
- 16 mai: Andrzej Duda (Andrzej Sebastian Duda), om politic, al 10-lea președinte al Poloniei (din 2015)
- 16 mai: Khary Payton, actor american
- 20 mai: Serghei Cleșcenco, fotbalist din R. Moldova (atacant)
- 21 mai: The Notorious B.I.G. (n. Christopher George Latore Wallace), rapper american (d. 1997)
- 22 mai: Csaba Zsolt Sarkady, politician român
- 23 mai: Rubens Barrichello, pilot brazilian de Formula 1
- 23 mai: Nadia Uhl, actriță germană
- 24 mai: Maia Sandu, politiciană, al 6-lea președinte al R. Moldova (din 2020)
- 25 mai: Octavia Spencer (Octavia Lenora Spencer), actriță americană
- 26 mai: Brigitta Boccoli, actriță italiană

### Iunie
- 1 iunie: Rick Gomez (Richard Harper Gomez), actor american
- 1 iunie: Miroslav König, fotbalist slovac (portar)
- 4 iunie: Nino Porzio, actor italian
- 5 iunie: Vlad Țurcanu, jurnalist din R. Moldova
- 6 iunie: Cristina Scabbia (Cristina Adriana Chiara Scabbia), cântăreață italiană
- 6 iunie: Lucheria Olga Voinea, politiciană română
- 7 iunie: Fiona Coors, actriță germană
- 7 iunie: Karl Urban, actor neozeelandez
- 8 iunie: Marius-Ionel Iancu, politician român
- 8 iunie: Adrian Igrișan, cântăreț român (Cargo)
- 8 iunie: Gustavo Monje, actor argentimian
- 10 iunie: Dirk Hillbrecht, politician german
- 16 iunie: Simon Coveney, politician irlandez
- 17 iunie: Dan Burincă, sportiv român (gimnastică artistică)
- 18 iunie: Infernus (n. Roger Tiegs), muzician norvegian
- 19 iunie: Andrei Duban, actor român de film, radio, teatru, TV și voce
- 19 iunie: Jean Dujardin, actor francez
- 19 iunie: Robin Tunney, actriță americană de teatru și film
- 20 iunie: Tudor Giurgiu, regizor român de film
- 22 iunie: Emanuele Filiberto, Prinț de Veneția și Piemont
- 23 iunie: Go Oiwa, fotbalist japonez
- 23 iunie: Zinedine Zidane (Zinedine Yazid Zidane), fotbalist și antrenor francez
- 24 iunie: Lucian Marinescu (Lucian Cristian Marinescu), fotbalist român
- 26 iunie: Garou (Pierre Garand), cântăreț canadian
- 28 iunie: Ngô Bảo Châu, matematician vietnamez de cetățenie franceză
- 28 iunie: Alessandro Nivola, actor american
- 29 iunie: Daniel Isăilă (Daniel Ionuț Isăilă), fotbalist și antrenor român
- 29 iunie: Cristina Pîrv, voleibalistă română
- 30 iunie: Ramon Menezes Hubner, fotbalist brazilian

### Iulie
- 1 iulie: Claire Forlani (Claire Antonia Forlani), actriță britanică
- 1 iulie: Steffi Nerius, atletă germană
- 1 iulie: Cristina Stocheci, politiciană română
- 4 iulie: Clara Mărgineanu, jurnalistă, realizatoare de emisiuni culturale și scriitoare română (d. 2020)
- 8 iulie: Viorel Moldovan, fotbalist (atacant) și antrenor român
- 9 iulie: Ákos-Daniel Mora, politician român
- 10 iulie: Sofia Vergara (Sofía Margarita Vergara Vergara), fotomodel și actriță columbiano-americană
- 11 iulie: Henrique Capriles Radonski, avocat și politician venezuelean
- 12 iulie: Jake Wood, actor britanic de film, televiziune și voce
- 13 iulie: Murilo Benício (Murilo Benício Ribeiro), actor brazilian
- 13 iulie: Gabriela Firea (n. Gabriela Vrânceanu), jurnalistă română, primar general al municipiului București (2016-2020)
- 14 iulie: Manfred Weber, politician german
- 16 iulie: Ionica Constanța Popescu, politician român
- 17 iulie: Jaap Stam (Jakob Stam), fotbalist neerlandez
- 18 iulie: Fredrik Åkesson, chitarist suedez
- 18 iulie: Vladimir Vitiuc, politician din R. Moldova
- 21 iulie: Korey Cooper (n. Korene Marie Pingitore), muziciană americană
- 22 iulie: Andrew Holness, politician jamaican, prim-ministru
- 22 iulie: Oleg Mutu, operator de imagine din R. Moldova
- 22 iulie: Natașa Ninkovici, actriță sârbă
- 22 iulie: Claudiu-Lucian Pop, episcop român greco-catolic
- 23 iulie: Élber Giovane (Élber Giovane de Souza), fotbalist brazilian (atacant)
- 23 iulie: Vasile Oană (Ion Vasile Oană), fotbalist român (atacant)
- 23 iulie: Masaki Tsuchihashi, fotbalist japonez
- 23 iulie: Marlon Wayans (Marlon Lamont Wayans), actor, fotomodel, producător, comedian, scenarist și regizor american
- 25 iulie: Masayuki Okano, fotbalist japonez (atacant)
- 29 iulie: Sérgio Sousa Pinto, politician portughez
- 29 iulie: Metin Kazak, politician bulgar

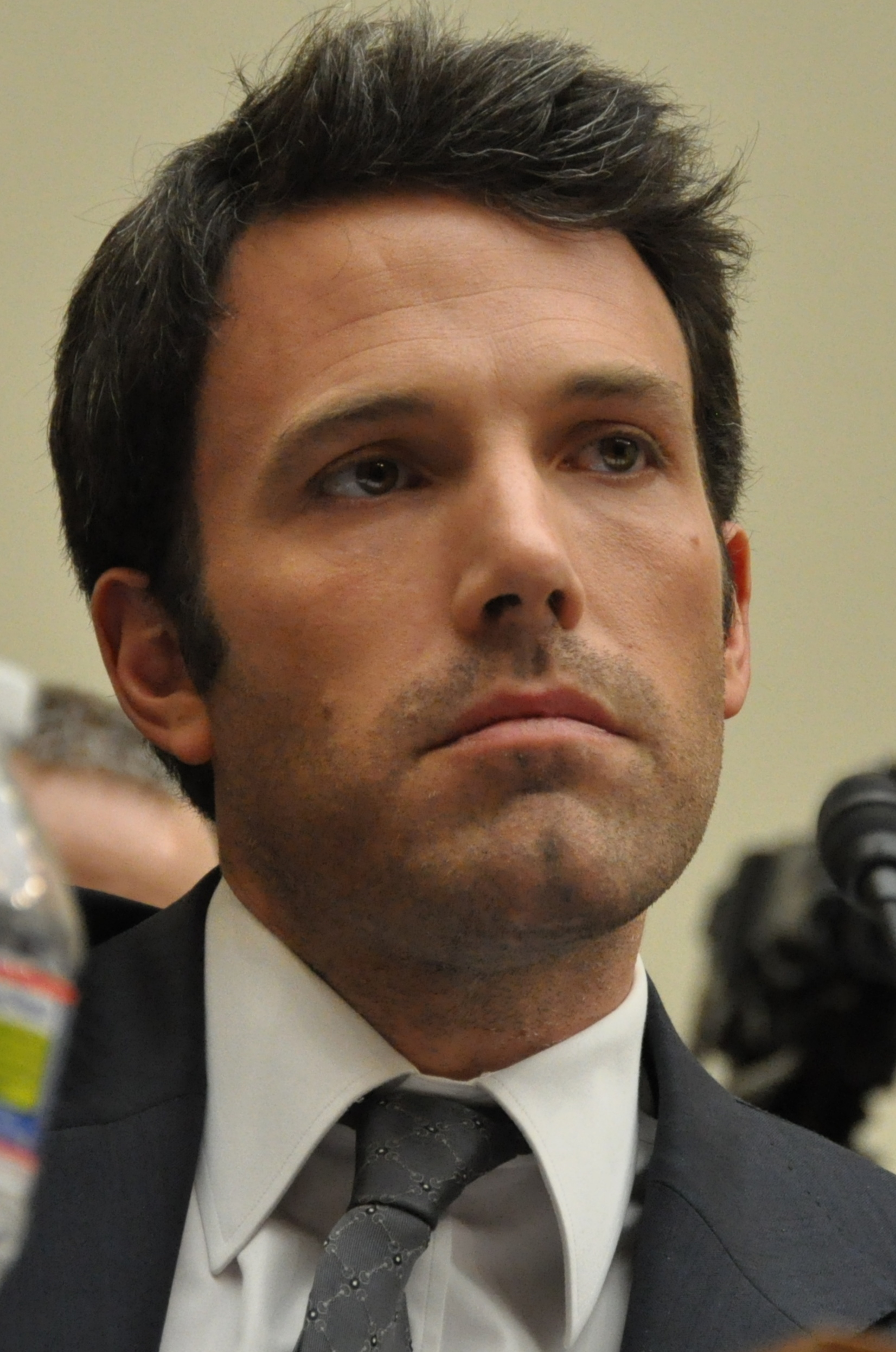
Ben Affleck, actor american
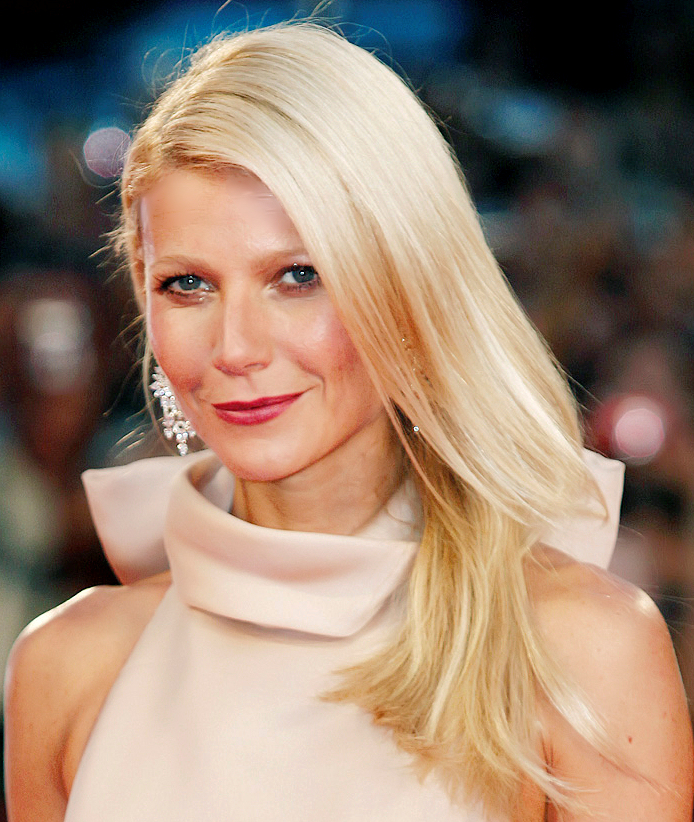
Gwyneth Paltrow, actriță americană
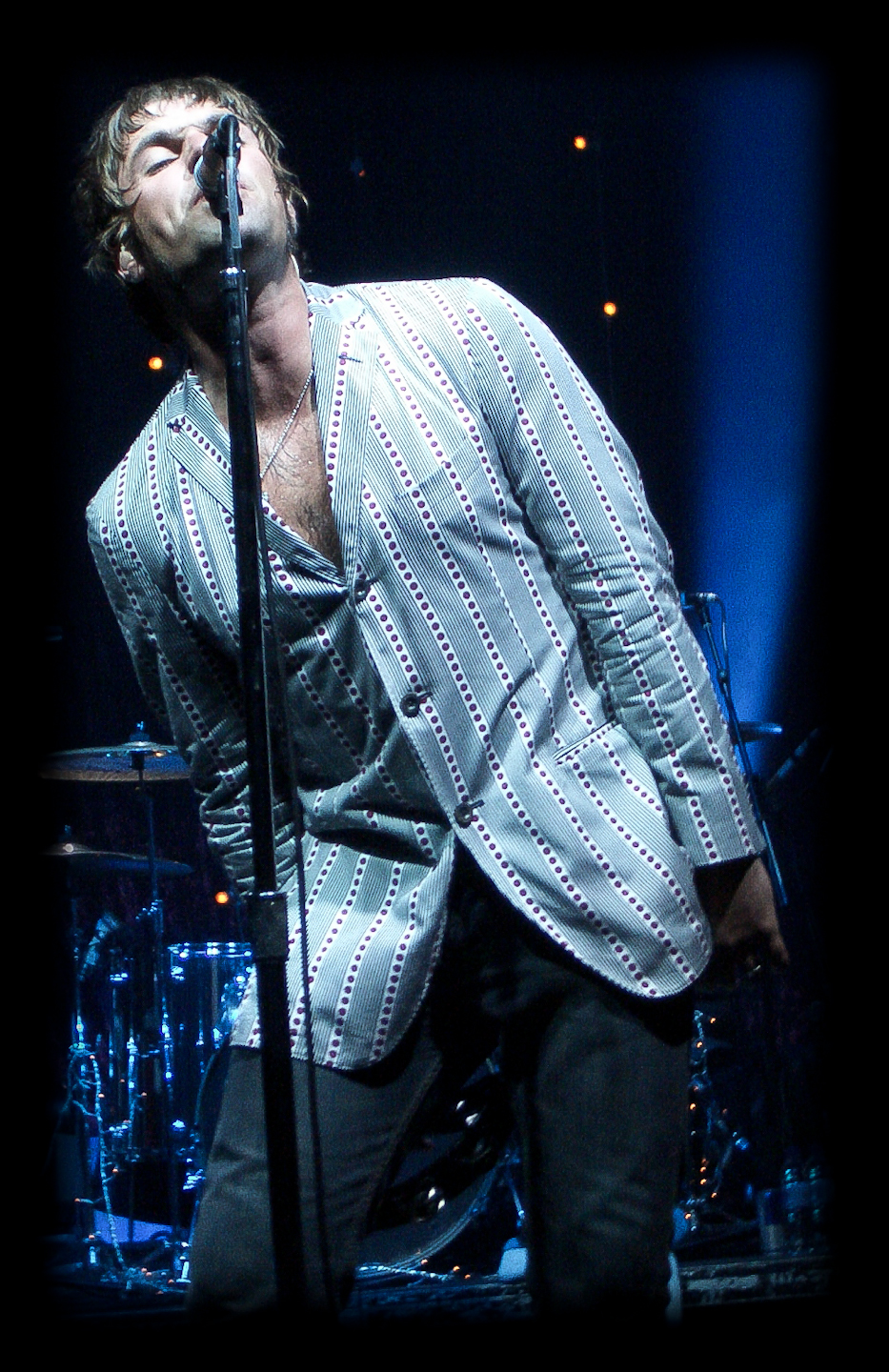
Liam Gallagher, muzician și compozitor britanic (Oasis)
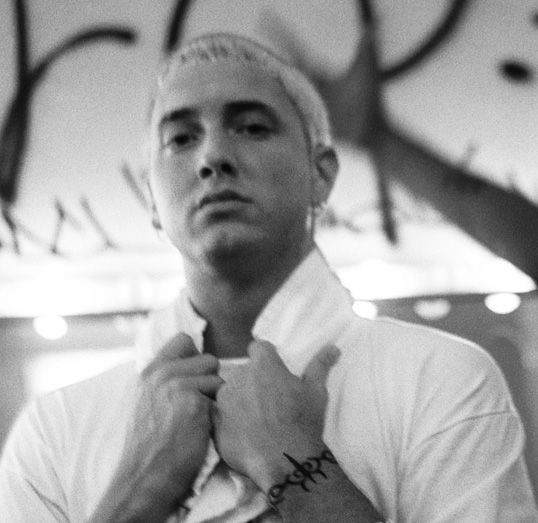
Eminem, rapper, artist, cantautor și actor american

### August
- 3 august: Erika Marozsán, actriță maghiară
- 5 august: Paul Cernat, critic literar român
- 5 august: Simona-Allice Man, politiciană română
- 8 august: Yvonne de Bark (n. Yvonne Wunschel), actriță germană
- 9 august: Juanes (Juan Esteban Aristizábal Vásquez), cântăreț columbian
- 12 august: Paolo Orlandoni, fotbalist italian (portar)
- 12 august: Marius Florea Vizante (n. Marius Dorin Florea), actor român
- 15 august: Ben Affleck (Benjamin Géza Affleck-Bold), actor, scenarist și producător american
- 15 august: Abiy Ahmed, politician etiopian
- 16 august: Emmanuel Godfroid, fotbalist belgian
- 16 august: Ionel Palăr, politician român
- 18 august: Lucio Nicoletto, episcop romano-catolic italian
- 19 august: Roberto Abbondanzieri (n. Roberto Carlos Abbondancieri), fotbalist argentinian (portar)
- 21 august: Octavian Țîcu, istoric din R. Moldova
- 22 august: Nicoleta-Cătălina Bozianu, politiciană română
- 22 august: Sylwester Chruszcz, politician polonez
- 23 august: Claudiu Marin, canotor român
- 24 august: Diana Singer, jurnalistă română
- 25 august: Aliona Grati, critic și istoric literar din R. Moldova
- 27 august: Horia Brenciu (n. Horea Augustus Brenciu), cântăreț și prezentator român de televiziune
- 28 august: Franck Boidin, scrimer francez
- 29 august: Andreea Esca (Andreea Esca Eram), jurnalistă și prezentatoare română de știri TV
- 29 august: Kentaro Hayashi, fotbalist japonez
- 29 august: Irina Lachina, actriță din R. Moldova
- 30 august: Cameron Diaz (Cameron Michelle Diaz), actriță americană de film
- 30 august: Pavel Nedvěd, fotbalist ceh

### Septembrie
- 2 septembrie: Dănuț Oprea (Dănuț Stelian Oprea), fotbalist român (atacant)
- 4 septembrie: Daniel Nestor, jucător canadian de tenis
- 7 septembrie: Dan Mircea Cipariu, critic literar român
- 8 septembrie: Peter Connelly, compozitor britanic
- 10 septembrie: Bledar Sejko, cântăreț albanez
- 10 septembrie: Takeshi Watanabe, fotbalist japonez
- 12 septembrie: Stephen van Haestregt, muzician neerlandez
- 15 septembrie: Jimmy Carr (James Anthony Patrick Carr), comedian britanic, gazdă de televiziune și actor
- 19 septembrie: Daniel Florea, politician român
- 19 septembrie: N. K. Jemisin (Nora Keita Jemisin), scriitoare americană
- 20 septembrie: Victor Ponta (Victor-Viorel Ponta), politician român, prim-ministru (2012-2015)
- 21 septembrie: Kevin Downes, actor american
- 21 septembrie: Liam Gallagher, muzician și compozitor englez (Oasis)
- 22 septembrie: Kim Rasmussen, antrenor de handbal, danez
- 23 septembrie: Jermaine Dupri, muzician american
- 23 septembrie: Umaro Sissoco Embaló, politolog, ofițer superior și om de stat din Guineea-Bissau, prim-ministru (18 noiembrie 2016 - 12 ianuarie 2018), președinte al Guineei-Bissau din 27 februarie 2020 și fost președinte al Comunității Economice a Statelor din Africa de Vest (3 iulie 2022 - 24 februarie 2024)
- 27 septembrie: Thorsten Havener, scriitor german
- 27 septembrie: Marie Jeanne Ion, jurnalistă română
- 27 septembrie: Lhasa (Lhasa de Sela), cântăreață americano-mexicană (d. 2010)
- 27 septembrie: Gwyneth Paltrow (Gwyneth Kate Paltrow), actriță americană de film
- 30 septembrie: Nelu Tătaru, politician român

### Octombrie
- 1 octombrie: Vadim Vacarciuc, politician din R. Moldova
- 3 octombrie: Gianluca Arrighi, scriitor italian
- 3 octombrie: Vitalie Butescu, pictor român
- 5 octombrie: Tom Hooper, regizor britanic de film
- 7 octombrie: Andreea Păduraru, regizoare, scenaristă și scriitoare română
- 11 octombrie: Isis Gee (n. Tamara Diane Wimer), cântăreață poloneză
- 11 octombrie: Marian Savu, fotbalist român (atacant)
- 13 octombrie: Rafał Sznajder, scrimer polonez (d. 2014)
- 15 octombrie: Sandra Kim, cântăreață belgiană
- 15 octombrie: Roland Michel Tremblay, scriitor canadian
- 15 octombrie: Hiroshige Yanagimoto, fotbalist japonez
- 17 octombrie: Eminem (n. Marshall Bruce Mathers III), rapper, artist, cantautor și actor american
- 17 octombrie: Tarkan (Tarkan Tevetoğlu), cântăreț turc
- 18 octombrie: Wojciech Kuczok, scriitor polonez
- 21 octombrie: Ilaria Latini, actriță italiană
- 23 octombrie: Radu Preda, teolog român
- 24 octombrie: Ruxandra Dragomir, jucătoare română de tenis
- 25 octombrie: Esther Duflo, economistă franceză, laureată a Premiului Nobel (2019)
- 25 octombrie: Cristian Dulca (Cristian Alexandru Dulca), fotbalist și antrenor român
- 26 octombrie: Andi Moisescu (Alexandru Moisescu), jurnalist român
- 26 octombrie: Shan Sa, scriitoare franceză de etnie chineză

### Noiembrie
- 1 noiembrie: Cristina Elena Dobre, politiciană română
- 3 noiembrie: Simion Costea, istoric român
- 4 noiembrie: Luís Figo (Luís Filipe Madeira Caeiro Figo), fotbalist portughez
- 5 noiembrie: Angelo Mitchievici, istoric român
- 6 noiembrie: Doru Buzducea, profesor universitar român, decan al Facultății de Sociologie și Asistență Socială
- 6 noiembrie: Elena Gorohova, biatlonistă din R. Moldova
- 9 noiembrie: Eric Dane (Eric William Dane), actor american
- 10 noiembrie: Luigi Tarantino, scrimer italian
- 11 noiembrie: Alessia Marcuzzi, actriță italiană
- 12 noiembrie: Cornel Ciurea, politician din R. Moldova
- 12 noiembrie: Reynaldo Gianecchini, actor brazilian
- 12 noiembrie: Romeo Florin Nicoară, politician român
- 13 noiembrie: Lilia Bolocan, politician din R. Moldova
- 14 noiembrie: Edyta Górniak, cântăreață poloneză
- 16 noiembrie: Aurelia Dobre, sportivă (gimnastică artistică), antrenoare și coregrafă română stabilită în SUA
- 17 noiembrie: Kimya Dawson, muziciană americană
- 24 noiembrie: Ibrahim Dossey (Ibrahim Dossey Allotey), fotbalist ghanez (portar), (d. 2008)
- 24 noiembrie: József-György Kulcsár-Terza, politician român de etnie maghiară
- 26 noiembrie: Keiji Kaimoto, fotbalist japonez
- 27 noiembrie: Alexandr Petkov, politician din R. Moldova
- 28 noiembrie: Hiroshi Nanami, fotbalist japonez
- 29 noiembrie: Dan Mihai Marian, politician român
- 29 noiembrie: Diego Ramos, actor argentinian

### Decembrie
- 1 decembrie: Norbert Wójtowicz, istoric, teolog și publicist polonez
- 2 decembrie: András Gyürk, politician maghiar
- 5 decembrie: Ovidiu Stîngă, fotbalist și antrenor român
- 6 decembrie: Ramona Mănescu, politiciană română
- 15 decembrie: Cristian Boureanu, politician român
- 16 decembrie: Željko Kalac, fotbalist australian (portar)
- 17 decembrie: Anamaria Prodan, impresară română de fotbal și realizatoare de televiziune
- 18 decembrie: DJ Lethal (n. Leors Dimant), DJ leton
- 18 decembrie: Eimear Quinn, cântăreață irlandeză
- 18 decembrie: Alihan Smaiylov, politician kazah, prim-ministru al Kazahstanului (2022 - 2024)
- 21 decembrie: Claudia Poll, sportivă costaricană (înot)
- 22 decembrie: Vanessa Paradis (Vanessa Chantal Paradis), cântăreață franceză, actriță și fotomodel
- 25 decembrie: Khalid Fouhami, fotbalist marocan (portar)
- 28 decembrie: Patrick Rafter, jucător australian de tenis
- 28 decembrie: Shinobu Terajima, actriță japoneză
- 31 decembrie: Grégory Coupet, fotbalist francez (portar)

## Decese
- 1 ianuarie: Maurice Chevalier (Maurice Auguste Chevalier), 83 ani, actor și cântăreț francez (n. 1888)
- 7 ianuarie: John Berryman, 57 ani, poet american (n. 1914)
- 11 ianuarie: Padraic Colum, 91 ani, scriitor irlandez (n. 1881)
- 11 ianuarie: Eugeniu Sperantia, 83 ani, poet român (n. 1888)
- 12 ianuarie: Aurel Ghițescu, 76 ani, actor român (n. 1895)
- 17 ianuarie: Nicolae Simache, 66 ani, profesor, istoric și muzeograf român (n. 1905)
- 22 ianuarie: Miguel Gustavo, jurnalist, textier și compozitor, (n. 1922)
- 28 ianuarie: Dino Buzzati (Dino Buzzati Traverso), 66 ani, scriitor italian (n. 1906)
- 30 ianuarie: Ion Luca, 77 ani, dramaturg român (n. 1894)
- 7 februarie: Margit Altay (n. Margit Gomperz), 90 ani, jurnalistă maghiară (n. 1882)
- 10 februarie: Zaharie Muntean, 90 ani, avocat, membru al Marelui Sfat Național Român (n. 1881)
- 15 februarie: Jef Last (Josephus Carel Franciscus Last), 73 ani, scriitor neerlandez (n. 1898)
- 17 februarie: Ion Petrovici, 90 ani, filosof și om politic român (n. 1882)
- 19 februarie: Franz Karl Franchy, 75 ani, jurnalist austriac (n. 1896)
- 20 februarie: Maria Goeppert-Mayer, 65 ani, fiziciană germană (n. 1906)
- 22 februarie: Dániel Antal, 70 ani, scriitor român (n. 1901)
- 25 februarie: Hugo Steinhaus (Władysław Hugo Dionizy Steinhaus), 85 ani, matematician polonez (n. 1887)
- 27 februarie: Richard von Coudenhove-Kalergi, 77 ani, politician austriac (n. 1894)
- 27 februarie: Ivar Rooth, 83 ani, economist suedez (n. 1888)
- 2 martie: Kiyotaka Kaburaki, 93 ani, pictor japonez (n. 1878)
- 8 martie: Alexandru Ciucă, 91 ani, medic român (n. 1880)
- 11 martie: John Spencer-Churchill, al 10-lea Duce de Marlborough, 74 ani (n. 1897)
- 14 martie: Ion Enescu, 88 ani, medic român (n. 1884)
- 27 martie: M.C. Escher (n. Maurits Cornelis Escher), 73 ani, artist plastic și gravor neerlandez (n. 1898)
- 28 martie: Vera Nikolić Podrinska, 85 ani, pictoriță și baroneasă croată (n. 1886)
- 4 aprilie: Gheorghe Atanasiu, 79 ani, fizician român (n. 1893)
- 4 aprilie: Miksa Fenyő, 94 ani, scriitor maghiar (n. 1877)
- 5 aprilie: Isabel Jewell, 64 ani, actriță americană (n. 1907)
- 10 aprilie: Mihail Boico (n. Meyer Rosner), 60 ani, militar român (n. 1912)
- 15 aprilie: Meyer Abraham Halevy, 72 ani, rabin și istoric evreu-român (n. 1900)
- 15 aprilie: Frank Knight, 86 ani, economist american (n. 1885)
- 16 aprilie: Yasunari Kawabata, 72 ani, prozator japonez (n. 1899)
- 19 aprilie: Alexander Penn (n. Avraham Pepliker-Stern), 66 ani, poet israelian (n. 1906)
- 20 aprilie: Jorge Mistral, 51 ani, actor și regizor spaniol (n. 1920)
- 27 aprilie: Kwame Nkrumah (n. Francis Nwia Nkrumah), 62 ani, om politic, președinte al statului Ghana (1952-1966), (n. 1909)
- 2 mai: John Edgar Hoover, 77 ani, ofițer american, director FBI (n. 1895)
- 5 mai: Oscar Szuhanek, 85 ani, pictor român (n. 1887)
- 9 mai: Alexei Zinovievici Petrov, 61 ani, matematician rus (n. 1910)
- 25 mai: Charles C. Coleman (Charles Clifford Coleman), 71 ani, regizor american de film (n. 1900)
- 28 mai: Regele Eduard al VIII-lea al Angliei (n. Edward Albert Christian George Andrew Patrick David), 77 ani (n. 1894)
- 29 mai: Lucian Bernhard (n. Emil Kahn), 89 ani, artist german (n. 1883)
- 1 iulie: Bazil Munteanu (n. Vasile Munteanu), 74 ani, istoric literar român (n. 1897)
- 3 iulie: Dumitru Ghiață, 83 ani, pictor român (n. 1888)
- 5 iulie: Raúl Leoni (Raúl Leoni Otero), 67 ani, avocat venezuelean (n. 1905)
- 8 iulie: Ghassan Kanafani, 36 ani, scriitor palestinian (n. 1936)
- 31 iulie: Ernst Fischer (aka Pierre Vidal), 73 ani, politician austriac (n. 1899)
- 31 iulie: Paul-Henri Spaak, 73 ani, politician belgian (n. 1899)
- 20 august: Nichifor Crainic, 83 ani, editor, filosof, poet și teolog român (n. 1889)
- 22 august: Ștefan Procopiu, 82 ani, fizician român (n. 1890)
- 28 august: Harry Gold, 63 ani, chimist american (n. 1910)
- 28 august: Traian Trestioreanu, 53 ani, pictor și muralist român (n. 1919)
- 2 septembrie: Anișoara Odeanu (n. Doina Stella Grațiana Peteanu), 60 ani, scriitoare română (n. 1912)
- 6 septembrie: Andre Spitzer, 27 ani, scrimer israelian (n. 1945)
- 20 septembrie: Viorel Tilea (Viorel-Virgil Tilea), 76 ani, diplomat român (n. 1896)
- 21 septembrie: Henry de Montherlant (Henry Marie Joseph Frédéric Expédite Millon de Montherlant), 77 ani, scriitor francez (n. 1895)
- 20 octombrie: Harlow Shapley, 86 ani, astronom american (n. 1885)
- 27 octombrie: Ana Colda, 52 ani, actriță română (n. 1920)
- 28 octombrie: Mitchell Leisen, 74 ani, regizor american de film (n. 1898)
- 31 octombrie: Onisifor Ghibu, 89 ani, pedagog, om politic, memorialist român (n. 1883)
- 5 noiembrie: Reginald Owen (John Reginald Owen), 85 ani, actor britanic (n. 1887)
- 8 noiembrie: Athanase Joja, 68 ani, filosof și logician român (n. 1904)
- 17 noiembrie: Thomas C. Kinkaid (Thomas Cassin Kinkaid), 84 ani, ofițer american (n. 1888)
- 20 noiembrie: Ennio Flaiano, 62 ani, scriitor italian (n. 1910)
- 21 noiembrie: Vasile Posteucă, 60 ani, scriitor român (n. 1912)
- 22 noiembrie: Horia Hulubei, 76 ani, fizician român (n. 1896)
- 25 noiembrie: Henri Coandă, 86 ani, academician și inginer român, pionier al aviației, fizician, inventator (n. 1886)
- 27 noiembrie: Victor Eftimiu, 83 ani, poet, dramaturg român (n. 1889)
- 28 noiembrie: Havergal Brian (n. William Brian), 96 ani, compozitor britanic (n. 1876)
- 5 decembrie: Raluca Ripan, 78 ani, chimistă română (n. 1894)
- 13 decembrie: Jan Cybis, 75 ani, artist polonez (n. 1897)
- 26 decembrie: Harry S. Truman, 88 ani, politician american, al 33-lea președinte al SUA (1945-1953), (n. 1884)
- 29 decembrie: Joseph Cornell, 69 ani, sculptor american (n. 1903)

### Nedatate
- Ilie Costinescu, 75 ani, arhitect român (n. 1896)

## Premii Nobel
- Fizică: John Bardeen, Leon Neil Cooper, John Robert Schrieffer (SUA)
- Chimie: Christian B. Anfinsen, Stanford Moore, William H. Stein (SUA)
- Medicină: Gerald M. Edelman (SUA), Rodney R. Porter (Marea Britanie)
- Literatură: Heinrich Böll (Germania)
- Pace: Premiul în bani a fost alocat Fondului Principal